# Municipio de Capel
El municipio de Capel (en inglés: Capel Township) es un municipio ubicado en el condado de Sioux en el estado estadounidense de Iowa. En el año 2010 tenía una población de 474 habitantes y una densidad poblacional de 5,08 personas por km².

## Geografía
El municipio de Capel se encuentra ubicado en las coordenadas 43°7′41″N 96°2′17″O / 43.12806, -96.03806. Según la Oficina del Censo de los Estados Unidos, el municipio tiene una superficie total de 93.27 km², de la cual 93,27 km² corresponden a tierra firme y (0 %) 0 km² es agua.

## Demografía
Según el censo de 2010, había 474 personas residiendo en el municipio de Capel. La densidad de población era de 5,08 hab./km². De los 474 habitantes, el municipio de Capel estaba compuesto por el 98,1 % blancos, el 1,05 % eran asiáticos, el 0,84 % eran de otras razas. Del total de la población el 1,05 % eran hispanos o latinos de cualquier raza.